# Minale
Minale war ein italienisches Volumenmaß und in Verona in Gebrauch.
- 1 Minale = 4 Quarte = 0,3822 Hektoliter = etwa 30,53 Kilogramm
- 1 Sacco = 3 Minali = 1,1465 Hektoliter
- 1 Quarta = 9,55 Liter = etwa 7,63 Kilogramm